# Наумовка (Сєверний район)
Нау́мовка (рос. Наумовка) — село у складі Сєверного району Оренбурзької області, Росія.

## Населення
Населення — 66 осіб (2010; 107 у 2002).
Національний склад (станом на 2002 рік):
- мордва — 79 %